# Junke
En junke (også stavet djunke) er en kinesisk skibstype.